# 山姆·沃尔顿
山姆·摩爾·沃尔顿（英語：Samuel Moore Walton，1918年3月29日—1992年4月5日），全球零售業領導廠商沃尔玛的创始人。
1918年，山姆·沃尔顿出生在美国俄克拉荷马州金菲舍。1936年，山姆·沃尔顿进入密苏里大学攻读经济学士学位，并担任过大学学生会主席。1940年，他大学毕业报名参军，服役于美国陆军情报部队。1962年，他在阿肯色州本顿维尔开了一家连锁性质的零售店，取名沃尔玛。因为坚持低价策略，沃尔玛一开始就获得很大的成功。第一年，本顿维尔的商店营业额就已经达到了70万美元。1964年，沃尔玛已经拥有5家连锁店，1969年增至18家商店。1990年沃尔玛成为全美最大的零售商。2001年沃尔玛成为按营业额计算世界上最大的企业。
1992年，山姆·沃尔顿逝世，按照他的遗嘱他的财产被平均分配给他的夫人以及三个儿子和一个女儿，按2005年福布斯统计，沃尔顿家族五位主要成员罗布森·沃尔顿、吉姆·沃尔顿、约翰·沃尔顿、艾利斯·沃尔顿、海伦·沃尔顿的财产分别为183亿、182亿、182亿、180亿、180亿美元位列全球富豪榜10至14位，并是世界上最富有的家族。

## 早年生活
1918年，山姆·沃尔顿出生在美国俄克拉荷马州的金菲舍镇，是一个土生土长的农村人。从小山姆的家境就不是很富裕，父亲曾從事银行职员、农场贷款评估人、保险代理和经纪人等工作，擅长讨价还价。而影响山姆更多的还是母亲，虽然她只是一个普通的劳动妇女，却养成了许多良好的生活习惯。她很爱读书，对人热情，做事勤奋，将家里人都照顾得很好。而且由于家境不好，母亲一直很节俭，这些品质后来都被山姆继承下来。7岁的时候，山姆就开始打零工了。1923年以前，他和他的父亲托马斯·吉布森·沃尔顿，母亲南希·李住在他们的农场。因为农场并不能给他们家庭带来足够的收入，所以他的父亲决定重返以前抵押贷款人的岗位工作。他们全家（父亲、母亲、山姆，和另一个1921年出生的儿子詹姆斯）从俄克拉荷马州，搬到了密苏里州。
当山姆上八年级的时候，山姆成为该州历史上最年轻的鹰级童军。成年后，山姆获得美国童军组织颁发的杰出鹰级童子军奖。
在大萧条时期长大的山姆，靠打工来帮助家庭解决入不敷出的经济。他在农场里挤牛奶、装瓶，然后送牛奶。另外还送《哥伦比亚每日论坛报》和销售杂志。高中毕业时，他被评选为“最多才多艺的男孩”。
高中毕业后，山姆希望找到一个更好的方式来帮助支持他的家庭，所以他决定上大学。他曾就读于密苏里大学，在那里作为预备军官训练团的学员。在此期间，他做了许多社会工作。他还加入了泽塔披联谊会以及QEBH地下荣誉社团。1940年，他获得经济学学士学位，被评选为班级的“永久总裁”。
大学毕业后的第三天，他就加入了JC Penney公司，担任管理培训人员，月工资75美元。第二次世界大战爆发后，他辞职了，于1942年应征入伍，并同时为军火工厂附近的杜邦公司工作。不久之后，山姆在美国陆军情报部队参了军，做的是在飞机厂和战俘营的安全监督。他在这岗位任職至上尉军衔。
沃尔顿在1943年2月14日与海伦·沃尔顿结婚，他们总共有了四个孩子：塞缪·罗布森（出生于1944年），约翰·托马斯（1946-2005），詹姆斯·卡尔（出生于1948）和  爱丽丝·刘易斯（出生于1949）。此外，沃尔顿还为慈善事业做出了许多贡献。

## 初期事业
1945年，离开军队后，沃尔顿在他26岁的时候接手了他第一家杂货店的经营管理。用来自他岳父的20,000美元的贷款，加上他在军队的时候攒下的5,000美元，沃尔顿在阿肯色州的纽波特开了一家本·富兰克林杂货店。他的商店是巴特勒兄弟连锁店的一家特许专营店。
在这里，沃尔顿收获了许多对他后来的成功至关重要的经营观念。他学会了采购、定价、销售。一次偶然的机会，山姆学到了连锁、零售的好处和实惠。他说：“如果我用单价80美分买进东西，以1美元的价格出售，其销量是以1.2美元出售的三倍！单从一件商品上看，我少赚了一半的钱，但我卖出了三倍的商品，总利润实际上大多了。”直到今天，这一价格哲学依然被很好地继承下来。沃尔顿总是确保货架一直备有种类丰富的商品。他的第二家店，一家规模较小的“秃鹰”百货商店，就在他的第一家店本富兰克林往下走的那条街上，并且和与他的主要竞争对手相邻。沃尔顿租下那块地方主要想抑制他竞争对手的扩张。他的店坚守着自己的阵地，但是生意没有那么红火。
随着销售量在三年内从80,000美元增长到了225,000美元，沃尔顿吸引了房东P.K.福尔摩斯的注意。他的家族在零售商店的的经营上有过一段历史。羡慕山姆的巨大成功，并且十分想要为他的儿子收回商店以及特许经营权，他拒绝与沃尔顿续签租约。续租选择的缺少，以及高的离谱的销售额5%的租金，是沃尔顿早期经营得到的教训。尽管强迫沃尔顿搬走离开，福尔摩斯用50,000美元买下了商店的存货和固定资产，沃尔顿把这称为“一个公道的价格”。
当租期只剩一年的时候，商店开得仍十分红火。沃尔顿，他的妻子海伦以及他的父亲想方设法协商在阿肯色州本顿维尔的市中心地段买下一处新地址。沃尔顿商议在他得到99年的租期来扩张到隔壁商店的条件下，买下一家小商店以及该建筑的所有权。隔壁商店的所有者拒绝了6次，沃尔顿已经放弃了本顿维尔这个地方，当他的岳父在山姆不知情的情况下最后一次造访了那家店主，并付给了他20,000美元从而确保拿下了租约。沃尔顿有足够的从第一家店的销售中攒下来的钱来完成交易，并偿还海伦的父亲。他们在1950年5月9日以一天的重建甩卖开张营业。
在他购买本顿维尔的商店之前，这家店的销售额是72,000美元。扩张之后，在沃尔顿5年的经营下，他的年销售额达到了250,000美元。
随着新的本顿维尔的小商品零售店开张营业以及在220英里之外，纽波特的商店租期还剩一年，缺乏现款的年轻的沃尔顿不得不学会授权。
在成功经营两家距离如此遥远的商店后，以及战后生育高峰的影响下，山姆热心于搜索更多地地址，开更多家本富兰克林特许专营店。（同时，他买了一架小飞机，花了无数个小时在方向盘后面，和他在战争中做过飞行员的亲密的兄弟芽沃尔顿一起。他和他的儿子约翰后来都成为了卓有成就的飞行员。他花了成千上万个小时寻找新的地点，不断扩展铺开他的家族生意。）
山姆创业之初，零售业市场上已经存在了像凯玛特、吉布森等一大批颇具规模的公司，这些企业将目标市场瞄准大城镇，他们“看不起”小城镇，认为这里利润太小，不值得投资。但山姆敏锐地把握住了这一有利商机，他认为在美国的小镇里同样存在着许多商业机会。
1954年，他和兄弟芽沃在密苏里州堪萨斯城的郊区Ruskin Heights的一个购物中心开了一家商店。在他兄弟、岳父、堂兄弟的帮助下，又继续开了许多家杂货店。他鼓励他的经理们投资和在生意中取得股权，经常达到1,000美元在他们的店里活下一个将要开张的分店。这激励了经理们提高他们的经营管理技能以及全心投入到他们在这项事业中的角色中去。到1962年，和他的兄弟芽沃一起，他在阿肯色、密苏里、和堪萨斯拥有了16家商店。其中，有15家本富兰克林和一家费耶特维尔的独立经营的商店。

## 经营理念
山姆崇尚节俭的经营之道，相信由此带来的价格最低符合消费者的最大利益。从5分至1角钱商店开始，他始终采用大众化、低加价的零售经营方式，而这一点是通过日常管理中节省每一分钱达到的。例如，公司通常很少在店内或店外装饰上花钱，也很少登广告，对供应商则是一幅强硬的讨价还价者形象。而无论公司以多么低的价格购进商品，山姆坚持加价率绝不超过30％，即使比竞争者同样商品的价格低得多，也要坚持将此利益让给顾客，且决不放弃对顾客许下的任何商品都比竞争者价格低的诺言。
美国作家福利森在《如何成为亿万富豪》中指出，要成为亿万富豪，其中一大秘诀就是脸皮要锻炼得很厚。在解释这条秘诀时，福利森是以山姆·沃尔顿为例的：他经常扰乱市场价格。一旦逮到机会，他便伺机向供应商杀价。所以供应商们都知道和沃尔玛做生意不容易。因此，如果你想当好好先生，最好打消富豪梦。
山姆的“女裤理论”就是沃尔玛营销策略的最好说明：女裤的进价0.8美元，售价1.2美元。如果降价到1美元，我会少赚一半的钱，但却能卖出3倍的货。
在70年代，沃尔玛的销售收入和纯收入以每年40%的速度增长着。营业收入和纯收入分别在10年时间增长40倍和35倍。这使沃尔玛一跃成为全美最年轻的年销售收入超10亿美元的区域性零售公司和成长最快的、领先的区域性折扣百货公司。而八十年代则是沃尔玛走向巨人的10年，在这十年内它保持了35%以上的年增长速度和不断下降的经营成本，使它成为全国零售行业的巨人。
沃尔玛的低成本主要依赖于以下几个方面：
- 采取仓储式经营。
- 加强与供应商的合作。
- 强大的配送中心和通讯设备作技术支撑。
- 严格控制管理费用。
- 减少广告费用。

在用人上，山姆就是挑选那些精力充沛、乐于工作并忠于公司的人。沃尔玛用人并不太注重学历，很多员工包括经理都只是高中毕业。不少经理是从内部逐级提上来的，山姆相信个人的努力和诚意，并尽力保持与员工的大量个人接触，这也许就是他在沃尔玛的员工中享有很高的个人威望的原因。山姆的个人魅力鼓励和维系了员工和顾客对公司的忠诚和赞扬。
“让顾客满意”是沃尔玛公司的首要目标。山姆有句名言：“请对顾客露出你的八颗牙。”在山姆看来，只有微笑到露出八颗牙的程度，才称得上是合格的“微笑服务”。山姆还教导员工：“当顾客走到距离你10英尺的范围内时，你要温和地看着顾客的眼睛，鼓励他向你咨询和求助。”这一条被概括为“十英尺态度”，成为沃尔玛的员工准则。还有沃尔玛企业文化中“不要把今天的工作拖到明天”、“永远提供超出顾客预期的服务”等规则，已写进了美国的营销教科书。
山姆开店坚守着一个信念，“只要商店能够提供最全的商品、最好的服务，顾客就会蜂拥而至。”他向员工提出了两条要求：“日落原则”和“三米微笑”。“日落”是指每个员工都必须在太阳下山之前完成自己当天的任务，而且，如果顾客提出要求，也必须在太阳下山之前满足顾客；“三米微笑”是指，当顾客走进员工3米的范围内时，员工就必须主动地询问顾客有什么要求，而且说话时必须注视顾客的眼睛。
他还为公司制定了三大基本信仰：“服务顾客”、“尊重个人”和“追求卓越”。遵循着山姆·沃尔顿的信念，沃尔玛的连锁店越开越多，并有折扣店、购物广场山姆会员店和家居商店四种，全部由公司控股，实行直营连锁。
不论是在生活上还是在事业上，山姆都保持着旺盛的斗志。20世纪80年代早期，他已60多岁，每天仍从早上4:30开始工作，在清静的环境中进行思考和计划，直到晚上，偶然还会在某个凌晨4:00访问一处配送中心，与员工一起吃早点喝咖啡。他常自己开着双引擎飞机，从一家分店跑到另一家分店，每周至少有4天时间花在这类访问上，有时甚至6天。在周末上午的上午会前，他通常3点钟就到办公室准备有关文件和材料。70年代时，山姆保持一年至少对每家分店访问两次，他熟悉这些分店的经理和许多员工，认真聆听意见，通常他也会直接地提出他自己的一些看法。公司太大了，不可能遍访每家分店，但他尽可能地跑。
另外，山姆在1983年又开办了山姆俱乐部，这是实行会员制的商店，每个顾客只要交纳25美元就可以拥有会员资格，以批发价格获得大批高质量商品。可以说，山姆俱乐部的商品销售利润是微乎其微，仅为5%～7%，但这一超低价的实施带来的却是销售额的大幅增加。目前，山姆俱乐部的销售额已达100亿美元，拥有217家分店和巨大的发展潜力。
山姆的工作精神影响了沃尔玛中的每一位成员，为他们做出了榜样。事实上，山姆也的确给每一位经理的肩上都压上一副很重的担子，因为他深刻地认识到沃尔玛的快速拓展完全有赖于每一个成员尽心尽责地工作。他一方面对经理员布置高标准的工作任务，另一方面赋予其最大的权限和责任。鼓励他们在工作中保持激情和活力，他知道，只有这样才能最大限度地让每一个人把潜力释放出来，也只有这样，才能让每一个人为沃尔玛做到最好，不断繁荣沃尔玛的生命。
山姆·沃尔顿的儿子，罗伯逊·沃尔顿是现任的沃尔玛公司董事会主席，他认为，沃尔玛取得成功，与独特的企业文化密不可分。不管什么时候，你只要走进任何一家沃尔玛连锁店，你肯定会找到价格最低的商品和你希望得到的真正的服务。在每一家连锁店的每一个销售间，你都会产生一种在自己家里的感觉。这就是沃尔玛的企业文化。
一个企业的创新和优化生产率，就是成功的法宝。山姆给连锁业带来的改革是不计其数的，他发明了条形码、无线扫描枪、计算机跟踪存货等，如今已成为行业标准；他改变了传统的进货方式，他拥有最大的私人卫星网络，当人们在跟着他的脚步，刚刚开始的时候，山姆已经又开始了下一步创新。尽管有些人认为沃尔玛有一群疯疯颠颠的人，但了解沃尔玛文化的人却懂得它的用意，旨在鼓励人们打破陈规和单调生活，去努力创新，“为了工作更有趣。”
说山姆·沃尔顿是沃尔玛的灵魂，实在毫不为过。山姆不但亲手创造了沃尔玛，而且在将近30年的岁月里，一直亲自领导它的日常业务，决定着它的发展方向，并以自己的风格、个性、理念深刻地影响着它，使沃尔玛不仅创造了二战后美国零售业的最大奇迹，并且成为美国零售巨型公司中最有个性的公司。

## 沃尔玛超市
沃尔玛是山姆·沃尔顿一生最大的成就，由他向岳父借的20,000美元及自己的5,000美元，经过28年，成为美国最大最大的零售商，证明了他的奋斗经历。从1945年，他在美国阿肯色州新港开设一家连锁性质的零售店。这家店是从巴特勒兄弟特约的，是一家本·富兰克林店。之后，大家都很喜欢光顾这家店，但在三年之后，因为地主P·K·福尔摩斯希望自己的儿子继续经营这店，而不落在外人手上，便不再租出，而山姆便顶了这家店出去，而只收取50,000美元。
之后，在结束营业的一年中，他不断寻找新的地点再重新开店。在本特维尔，他重新在1950年5月开店。在山姆买下这家店之前，它的营业额为72,000美元，但经过了五年的努力，营业额已有250,000美元。
在这成功之后，山姆便希望拓展业务，但他早已意识到店与店之间的距离是一个重要的问题，之后，便与他哥哥一起利用各种交通工具寻找适合的地点开店。因为处于二战后的婴儿潮，这样的特价店十分受欢迎。1954年，他在密苏里州堪萨斯城与家人在一个商场中开了大量各种商店，并且鼓励店铺管理层入股，使得他们更努力工作和学习。至1962年，他们家已经有16家商店分布在三个州。
1962年，在美国阿肯色州罗杰斯城开设第一家沃尔玛百货商店。因为坚持低价策略，沃尔玛一开始就获得很大的成功。第一年，本顿维尔的商店营业额就已经达到了70万美元。之后，他很努力去寻找美国供货商为他们提供价格低廉的货品，以和进口商品竞争。而他观察了其他同类商店，发现一站式购物模式有利可图，从而加以发展。
和其他商店不同，沃尔玛大部分都选择在小市镇建立，既可以减低租金成本，又可减少竞争对手。山姆亦十分重视物流和供应链，建立了庞大的运输及仓存网络。自此，发展更快，由1977年的190家店扩展到1985年的800家。
如今，沃尔玛公司总部设在阿肯色州本顿维尔。为全球最大的公司（以营业额计算）。也是世界上最大的私人雇主，员工超过两百万，是世界上最大的零售商。沃尔玛仍然是一个家族企业，其控股人为沃尔顿家族拥有沃尔玛48％的股权。沃尔玛也是在美国最大的食品零售商。2009年净利润为258亿美元。目前，沃尔玛在全球15个国家开设了超过8,000家商场，下设53个品牌，员工总数210多万人，每周光临沃尔玛的顾客2亿人次。
沃尔玛在美国50个州和波多黎各运营。在墨西哥经营Walmex，在英国经营阿斯达，在日本经营西友百货，并与印度巴提企业（Bharti）合资经营“最优惠价现代批发卖场”（Best Price Modern Wholesale）。全资拥有在阿根廷，巴西和加拿大的业务。沃尔玛在北美以外的投资的业务：在英国，南美和中国的业务非常成功，而在德国和韩国的企业是不成功的。
沃尔玛主要有沃尔玛购物广场、山姆会员店、沃尔玛商店、沃尔玛社区店等四种营业态式。

## 轶事
有一次他答应如果公司业绩出现飞跃，他会穿上草裙和夏威夷衫在华尔街上跳草裙舞。当年公司营业额的确超出了他的预料，于是他真的在美国金融之都华尔街上跳起了欢快的草裙舞，当时被报界大肆曝光。
尽管山姆成了亿元富翁，但他节俭的习惯却一点也没变。山姆·沃尔顿第一次被《福布斯》杂志列为全美富豪排行榜的首位是在1985年10月。山姆和沃尔玛商店一夜之间成为全美公众关注的焦点，大批记者拥向山姆的住地。然而，当他们看到这位美国第一富豪过着最简朴的生活时，不禁大失所望：山姆穿着一套自己商店出售的廉价服装，戴着一顶打折的棒球帽，开着一辆破旧不堪的小货运卡车上下班，车后还安装着关猎犬的狗笼子。
他没购置过豪宅，一直住在本顿维尔，经常开着自己的旧货车进出小镇。镇上的人都知道，山姆是个“抠门”的老头儿，每次理发都只花5美元——当地理发的最低价。但是，这个“小气鬼”却向美国5所大学捐出了数亿美元，并在全国范围内设立了很多奖学金。
老沃尔顿的几个儿子也都继承了父亲节俭的性格。美国大公司一般都有豪华的办公室，现任公司总裁吉姆·沃尔顿的办公室却只有20平方米，公司董事会主席罗宾逊·沃尔顿的办公室则只有12平方米，而且他们办公室内的陈设也都十分简单，以至于很多人把沃尔玛形容成“‘穷人’开店穷人买”。

## 晚年生活
1992年，阿肯色大学商学院以沃尔顿的名字命名，沃顿正式就任于美国商业名人堂的杰出青年组织。

### 死亡
沃尔顿在1992年4月5日星期日，死于阿肯色州的小石城，死因是多发性骨髓瘤（一种血癌症）。此后沃尔顿去世的新闻在1,735所沃尔玛商店、212所山姆俱乐部和13所超级购物中心之间传播开来。他的坟墓立于本顿维尔公墓。

### 死后遗产
沃尔顿把他在沃尔玛企业的所有权传给了他的妻子和儿女。罗布森·沃尔顿当选主席。约翰·沃尔顿任执行总监，直至2005年死于飞机失事。虽然沃尔顿的其他儿女也掌握着股东的权力，但他们并没有直接管理他的公司。此外，沃尔顿的兄弟的女儿巴德·沃尔顿、安·克伦克和南希·劳里在他的公司也占有一小部分股权。
直到2005年以前，沃尔顿家族都一直排在美国富豪排行榜中。
1998年沃尔顿被《时代》列入“20世纪最有影响力的100位人物”之中。1992年3月，沃尔顿被表彰为零售业的领军式人物，同年他还获得了乔治·赫伯特·沃克·布什总统分发的总统自由勋章。
福布斯杂志把沃尔顿列为1982到1988年的最富有人物，直到1989年，这个位置才被传让给了约翰·克卢格，1992年，比尔·盖茨首次排在第一名，沃尔顿同时也在那一年去世。他死后留下了沃尔玛连锁商店公司、山姆俱乐部仓储式商店，沃尔玛分布在美国和包括阿根廷、巴西、加拿大、智利、中国、哥斯达黎加、萨尔瓦多、危地马拉、洪都拉斯、日本、墨西哥、尼加拉瓜、波多黎各和英国在内的国际市场。